# پارکینگ خورشیدی

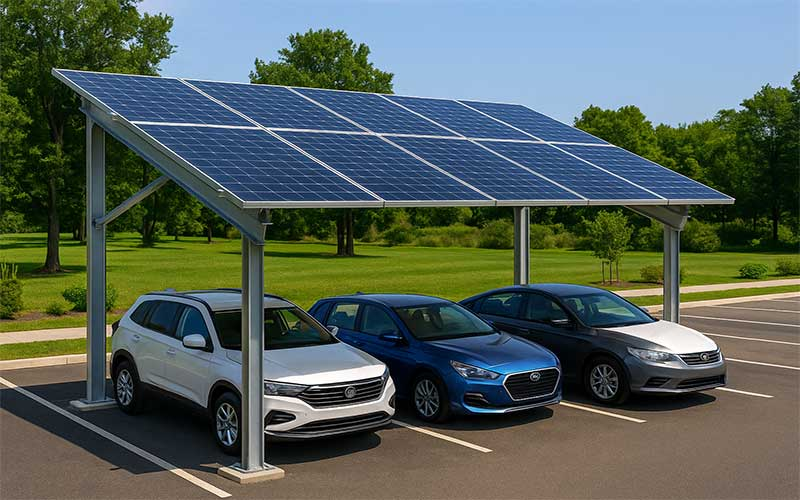

پارکینگ خورشیدی (به انگلیسی: Solar Carport) نوعی سازه فلزی یا بتنی است که سقف آن از پنل‌های خورشیدی فتوولتاییک تشکیل شده و علاوه بر ایجاد سایه برای خودروها، توانایی تولید برق دارد. این نوع پارکینگ‌ها در محیط‌های شهری، دانشگاهی، صنعتی و مسکونی مورد استفاده قرار می‌گیرند.

## تاریخچه
اولین نمونه‌های پارکینگ خورشیدی در دهه ۱۹۹۰ میلادی در ایالات متحده و ژاپن ساخته شد. با گسترش فناوری انرژی‌های تجدیدپذیر و توسعه خودروهای برقی، پارکینگ‌های خورشیدی به عنوان یک راهکار ترکیبی برای ذخیره‌سازی و شارژ خودروها نیز مورد توجه قرار گرفتند.

## اجزای اصلی
پارکینگ‌های خورشیدی معمولاً از اجزای زیر تشکیل می‌شوند:
- پنل خورشیدی فتوولتاییک
- سازه نگه‌دارنده فلزی مقاوم
- اینورتر خورشیدی برای تبدیل DC به AC
- سیستم ذخیره‌سازی انرژی (باتری)
- شارژر خودروهای برقی (در برخی پروژه‌ها)

## مزایا
- تولید برق پاک بدون آلایندگی
- کاهش مصرف برق شهری
- ایجاد سایه و محافظت از خودروها در برابر عوامل جوی
- استفاده بهینه از فضاهای بلااستفاده مانند پارکینگ‌ها
- قابلیت استفاده در زمان قطع برق به عنوان منبع پشتیبان

## کاربردها
پارکینگ خورشیدی در موارد زیر کاربرد دارد:
- مجتمع‌های اداری و تجاری
- دانشگاه‌ها، مدارس و بیمارستان‌ها
- فضاهای شهری و پارک‌ها
- مجتمع‌های مسکونی و ویلاها
- ایستگاه‌های شارژ خودروهای برقی

## نمونه‌های اجرا شده

### در ایران
- دانشگاه فردوسی مشهد – ظرفیت ۱۰۰ کیلووات با فضای پارک برای ۳۴ خودرو
- بوستان آبشار تهران – پارکینگ خورشیدی با ظرفیت ۳۰ کیلووات
- سازمان محیط‌زیست لرستان – نخستین نمونه پایلوت با ظرفیت ۲۷ کیلووات

### در جهان
- فرودگاه بین‌المللی ابوظبی – پروژه ۳ مگاواتی با ۷۵۰۰ پنل فتوولتاییک
- دانشگاه راتگرز در آمریکا – تأمین برق ۱۰۰۰ خانه از طریق پارکینگ خورشیدی
- انگلستان– بزرگ‌ترین پارکینگ خورشیدی اروپا با ظرفیت بیش از ۹۰٬۰۰۰ پنل